# Мустафаев, Юнис Абуталыбович
Мустафаев, Юнис Абуталыбович (азерб. Yunis Abutalıb oğlu Mustafayev; род. 25 июля 1952, Баку) — российский государственный деятель.

## Биография
Родился 25 июля 1952 года в г. Баку Азербайджанской ССР.
В 1974 году окончил Бакинское высшее общевойсковое командное училище. В 1987 году окончил Военную академию им. М. В. Фрунзе. Проходил службу на различных командных должностях.
С 1987 года являлся начальником штаба — заместителем командира мотострелкового полка.
С 1991 года в МЧС России.
С 1991 по 1994 — начальник штаба гражданской обороны г. Бельцы Молдавской ССР.
C 1994 по 1998 — 1 заместитель начальника Главного Управления ГО и ЧС Смоленской области.
C 1998 по 2000 — начальник Главного Управления ГО и ЧС Смоленской области - заместитель Главы администрации Смоленской области по защите.
C 2000 по 2002 — начальник Главного управления ГО и ЧС Московской области.
C 2002 по 2005 — Министр по делам ГО и ЧС по Московской области.
C 2005 по февраль 2006 — начальник Главного Управления МЧС РФ по Московской области.
В феврале 2006 года уволился в запас. Генерал-майор запаса.
Кандидат политических наук.
В 2003 году окончил Академию Государственной службы при Президенте РФ (кафедра национальной безопасности).
Ветеран боевых действий.

## Награды
- Орден «За военные заслуги»
- Медаль ордена «За заслуги перед Отечеством» II степени
- Медали «За безупречную службу» трех степеней, «За отличие в военной службе» I степени и другие медали, а также именное огнестрельное и холодное оружие.